# Bryodema ningsianus
Bryodema ningsianus är en insektsart som beskrevs av Zheng, Z. och Gow 1981. Bryodema ningsianus ingår i släktet Bryodema och familjen gräshoppor. Inga underarter finns listade i Catalogue of Life.